# Tiraspols flygplats
Tiraspols flygplats är en flygbas i Moldavien. Den ligger i den östra delen av landet, nordväst om staden Tiraspol. Tiraspols flygplats ligger 38 meter över havet.